# Dale Lightfoot
Dale Lightfoot, född 7 september 1964, är en nyzeeländsk bågskytt. Han deltog vid olympiska sommarspelen 1984.